# Polabere
Polaberne (tysk: polaben, latin: Polabi) var et vestslavisk folk, der valg med i stammeforbundet obotritterne. Deres bosættelsesområde lå mellem Trave og Elben, og det omfattede omtrent det, der i dag er Kreis Herzogtum Lauenburg, Landkreis Nordwestmecklenburg, Landkreis Ludwigslust og det nedersachsiske Wendland øst for Lüneburg. Polabernes hovedborg var Ratzeburg.
I 1143 gav hertug Henrik Løve det grevskab (Ratzeburg), han havde skabt på polabernes område, som len til sin hirdmand, Heinrich von Badewide. Hans efterkommere regerede indtil 1199 som grever af Ratzeburg. De østlige dele af polabernes bosættelsesområde forblev derimod under obotrittiske og mecklenburgske fyrster.  
Polaberne kan påvises indtil 1700-tallet, men derefter blandedes de med nedersachserne og det polabiske sprog uddøde. En rest af de nedersachsiske polaber kan ses i form af de mange ringbyer i regionen.